# Trung tâm Thể thao Olympic Thường Châu
Trung tâm Thể thao Olympic Thường Châu (tiếng Trung giản thể: 常州 奥林匹克 体育 中心) là một khu liên hợp thể thao ở Thường Châu, Trung Quốc. Khu liên hợp hiện được sử dụng chủ yếu cho các sự kiện khác nhau, như các buổi hòa nhạc và điền kinh. Sân vận động chính có sức chứa 38.000 người. Khu liên hợp này cũng bao gồm Phòng tập thể dục Tân Thành có sức chứa 6.200 chỗ ngồi, trung tâm thể thao dưới nước có sức chứa 2.300 chỗ ngồi, và một sân quần vợt trong nhà có diện tích 4.400 m². Câu lạc bộ bóng đá Thường Châu Thiên Sơn sử dụng địa điểm cho các trận đấu trên sân nhà. Đây là nơi diễn ra trận chung kết Giải vô địch bóng đá U-23 châu Á 2018.